# Diecéze drohiczynská
Diecéze drohiczynská (latinsky Dioecesis Drohiczinensis, polsky Diecezja drohiczyńska) je římskokatolická diecéze v Polsku, se sídlem v Drohiczynu, kde se nachází katedrála Nejv. Trojice. Je součástí białystocké církevní provincie, je tudíž sufragánní vůči arcidiecézi białystocké. 

## Stručná historie
Diec ézi zřídil papež Jan Pavel II. v roce 1991. Byla vyčleněna z běloruské pinské diecéze, jedná se původně o částtéto diecéze, která se po 2. světové válce ocitla na území Polska. V roce 1992 byla podřízena arcidiecézi białystocké.